# Psycho-Pass: Mandatory Happiness
Psycho-Pass: Mandatory Happiness (japonés: サイコパス 選択なき幸福, Hepburn: Saiko Pasu Sentaku Naki Kōfuku) es un videojuego de novela visual desarrollado por 5pb. Se lanzó originalmente para Xbox One en 2015 en Japón, seguido de las versiones para PlayStation Vita y PlayStation 4 en 2016 en Japón, Norteamérica y la región PAL. Se lanzó una versión para Windows el 24 de abril de 2017. El juego está basado en la serie de anime de 2012 Psycho-Pass.

## Trama
La historia tiene como telón de fondo un futuro distópico en Tokio, donde las personas pueden ser encarceladas preventivamente por su propensión a cometer delitos, gracias a un escaneo de personalidad habilitado mediante tecnología llamado Psycho-Pass. El juego se desarrolla en una línea de tiempo dentro de los primeros 12 episodios del anime. El jugador controla a uno de dos personajes: el inspector Nadeshiko Kugatachi, a quien le faltan recuerdos de su pasado, o el ejecutor Takuma Tsurugi, cuyo amante está desaparecido. El antagonista es una inteligencia artificial rebelde llamada Alpha, cuyo objetivo de brindar felicidad a las personas a través de medios no autorizados lo lleva a entrar en conflicto con el gobierno. Alpha intenta proporcionar felicidad a través del control químico, la manipulación masiva y, eventualmente, la reducción de la población humana. Los tres personajes no aparecen en la serie de anime; la historia corre paralela a la del programa de televisión. 

## Lanzamientos
El juego se lanzó originalmente para Xbox One el 28 de mayo de 2015 en Japón; las versiones para PlayStation 4 y PlayStation Vita siguieron el 24 de marzo de 2016.  NIS America lanzó las dos últimas versiones el 13 de septiembre de 2016 en América del Norte, el 16 de septiembre de 2016 en Europa  y el 30 de septiembre de 2016 en Australia. Una versión del juego para Windows se lanzó en Steam el 24 de abril de 2017. 

## Recepción
El juego recibió "críticas mixtas o promedio" en todas las plataformas según el sitio web de agregación de reseñas Metacritic. En Japón, Famitsu le dio a la versión de Xbox One una puntuación de dos ochos, un siete y un nueve para un total de 32 sobre 40. 